# Literatura canadiense
La literatura en Canadá se escribió en varias lenguas, no solo en diversos dialectos del inglés y el francés (el joual, por ejemplo); también existe una rica literatura oral en lenguas amerindias e inuit, todavía poco divulgada y conocida, que es patrimonio de las diversas naciones aborígenes que viven en su territorio. Mucha se ha perdido ya irremediablemente; de los once grupos de lenguas aborígenes que existen en Canadá, compuestos por más de 65 dialectos distintos, solo el cree, el inuktitut y el ojibwa tienen una población de hablantes con fluidez bastante grande para sobrevivir a largo plazo y preservar íntegra su cultura.

## Rasgos característicos
Muchos de los rasgos propios de la literatura canadiense son comunes a las naciones que se han formado desde una multiforme y variopinta emigración. Son temas importantes el fracaso, la inutilidad y el autodesprecio y uno de los personajes más desarrollados y constantes es el de la víctima o perdedor. También es propio del canadiense un cierto humor, la ironía y la sátira, un leve antiamericanismo estadounidense, planteado más bien como sátira, malicia o rivalidad. El multiculturalismo como tema, pero sobre todo desde la Segunda Guerra Mundial (Mordecai Richler, Margaret Laurence, Rohinton Mistry, Michael Ondaatje, Wayson Choy...). El tema de la Naturaleza (y la tensión sobrevenida por la lucha del "ser humano contra la naturaleza"), algo muy propio de la literatura canadiense. La naturaleza es a veces representada como un enemigo y otras como una fuerza divina. La búsqueda de la propia identidad, propio de algunas novelas canadienses en las que el protagonista trata de justificar su propia existencia (Robertson Davies). El gótico sureño de Ontario (Alice Munro, Margaret Atwood, Robertson Davies, Jane Urquhart, Marian Engel, James Reaney y Barbara Gowdy): un subgénero que critica la estereotipada mentalidad protestante del sur de Ontario; muchas de las novelas más apreciadas en el extranjero de la literatura canadiense pertenecen a este estilo. El desafío de la víctima que debe superar a una gran corporación, un banco, un rico magnate, un gobierno, un desastre natural, y así sucesivamente. El conflicto entre la cultura urbana y la rural, variante del tema del perdedor (Stephen Leacock).

## Literatura en lengua inglesa

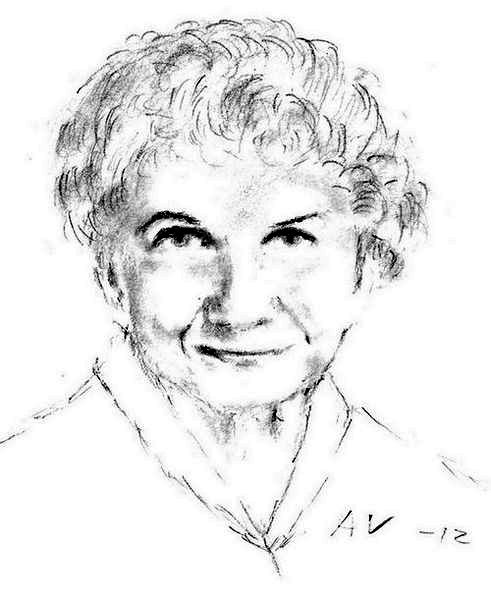
Retrato de Alice Munro, premio Nobel de literatura en 2013, realizado por Andreas Vartdal.

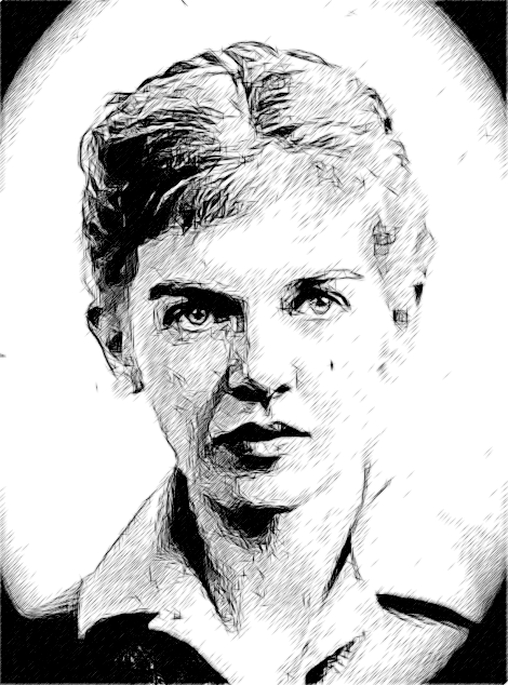
La poetisa canadiense Elizabeth Smart, quien en En Gran Central Station me senté y lloré (1945) novela su amor loco por el poeta George Barker.

La literatura anglófona de Canadá puede dividirse en tres grupos principales:
- Literatura colonial o anterior a la Confederación canadiense de 1867, de inspiración más bien británica.
- Literatura de las Provincias marítimas (Nueva Escocia, Nuevo Brunswick etc.)
- Literatura desde la constitución de la Confederación canadiense (1867 hasta la actualidad).

La literatura colonial empieza en los últimos años del siglo XVIII, en Nueva Escocia. La primera novelista fue Frances Brooke (1724-1789) con The history of Emily Montague (1769); siguieron luego Thomas Chandler Haliburton (1796-1865), y Susanna Moodie (1803-1885) y su hermana Catherine Parr Traill (1802-1899), que describían la dura vida de las emigrantes europeas en el hostil entorno del "salvaje Canadá". 
Tras la proclamación de la Canadá independiente en 1867, destaca en especial la también pintora Emily Carr (1871-1945). Es preciso mencionar también a la historiadora, poetisa y novelista Agnes Maule Machar (1837-1927), a Margaret Marshall Saunders (1861–1947), famosa por su novela Beatiful Joe; a la novelista May Agnes Early Fleming (1840-1880); a la narradora sufragista Lily Dougall (1858–1923); a Joanna Ellen Wood (1867-1927), al escritor nativo americano Simon Pokagon (¿1830?-1899), de la tribu Potawatomi, al mestizo anglochino Winnifred Eaton, más conocido como Onoto Watanna (1875-1954) y a Sarah Jeanette Duncan (1861-1922).
La extensa región de las praderas creó la llamada Prairie Literature o "Literatura de las praderas", cuyo propósito fundamental era expresar la lucha del hombre contra los elementos de una naturaleza hostil hasta llegar a dominarlos o a ser derrotado por ellos. Refleja cómo este combate afecta al carácter, la vida interior y las relaciones con la sociedad. Esta literatura de sesgo realista rompió con el inicial romanticismo de la literatura canadiense anterior, muy apegada a los modelos que ofrecía la literatura británica, pero un agudo crítico canadiense, Northrop Frye (1912-1991), no dejó de notar en 1965 que reflejaba the garrison mentality, mentalidad defensiva de guarnición que refleja el miedo del individuo europeo a la naturaleza no domesticada. Su discípula Margaret Atwood (1939-) profundizaría en esta idea en 1972 en su famoso estudio Survival: A Thematic Guide to Canadian Literature, observando que la supervivencia se convierte definitivamente en el emblema de la identidad nacional.
El grupo de estos nuevos autores lo formaban el poeta y narrador Robert J. C. Stead (1880-1959), Martha Ostenso (1900-1963) y, sobre todo, Frederick Philip Grove (1871-1948), quien incluso intentó introducir los postulados del naturalismo. Nacido en Europa, Philip Grove recibió una educación cosmopolita en París, Roma y Munich y se instaló, tras un viaje por los Estados Unidos, en Manitoba, como granjero y maestro de escuela, y luego en Ontario, donde murió. Su obra entera consta de doce libros, de los que podemos considerar el más representativo su novela Frutos de la tierra. Al contrario que Robert J. Stead, se muestra escéptico y pesimista en la visión que ofrece de la lucha del hombre contra el áspero entorno canadiense. La derrota, la decepción y la soledad son las únicas recompensas que ofrece al esfuerzo del hombre en la primera época de su vida en su etapa final. La misma estructura de la novela es simétrica. El protagonista consigue el éxito material, pero deteriora irremediablemente su entorno humano y familiar y queda confinado a la soledad y a la desesperanza, aunque es consciente de su error al marginar lo material e intenta solucionarlo en lo posible al final. 

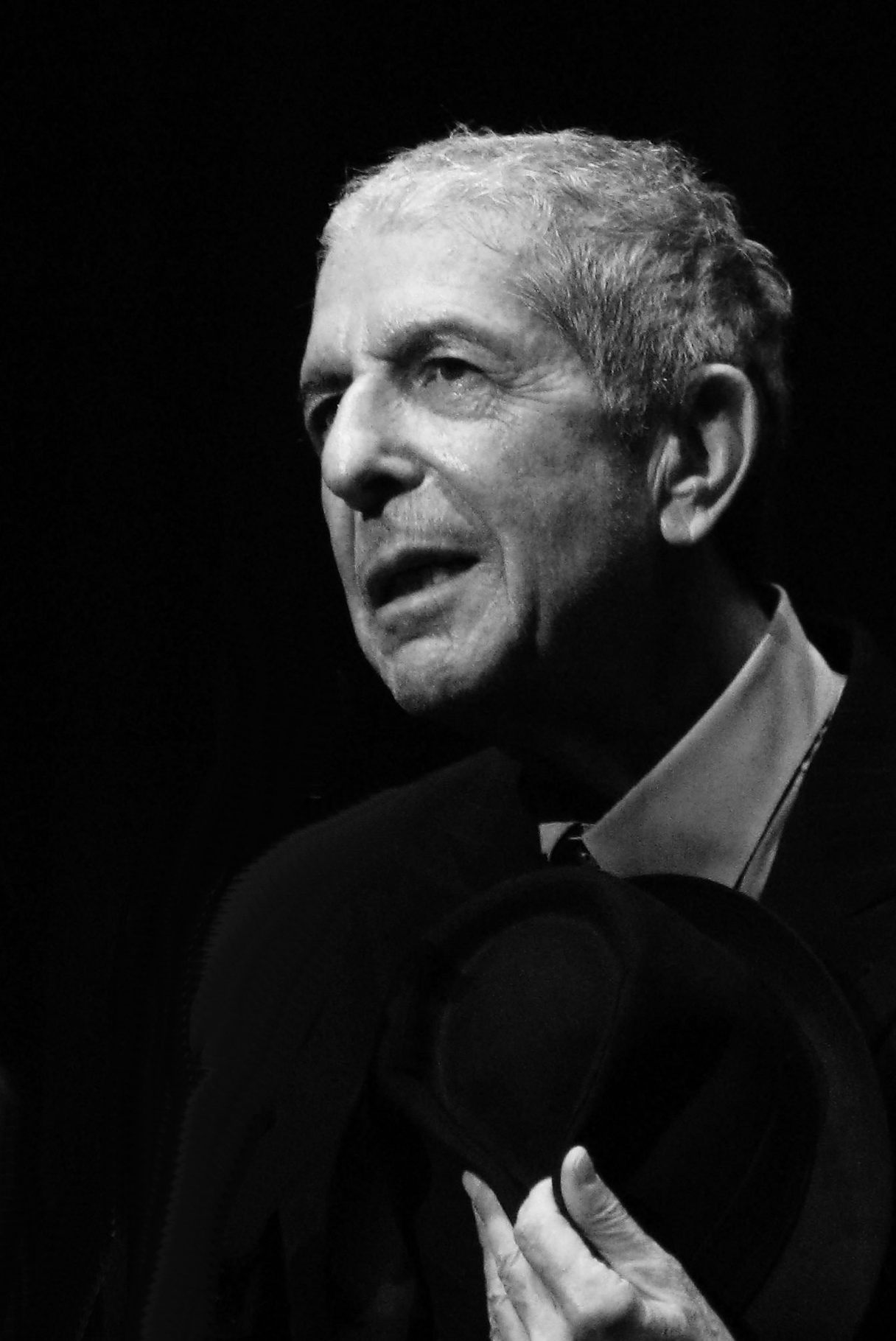
Leonard Cohen, poeta, narrador y cantautor canadiense.

La también pintora Emily Carr (1871-1945) escribió sobre sus amigos los indios y defendió posturas feministas transformándose en un icono para su país. Ana, la de Tejas Verdes (1908), de Lucy Maud Montgomery (1874-1942), se transformó en un clásico indiscutible de la literatura juvenil traducido a más de treinta lenguas. Edward William Thompson (1849-1924) puede considerarse el pionero del cuento moderno canadiense, en lo que lo siguió Mavis Gallant (1922-), otra de las autoras anglófonas de Quebec, afincada en París desde 1950. Maestra del relato y autora habitual de la prestigiosa revista The New Yorker, no es sin embargo tan conocida como su sucesora Alice Munro, que llevó el relato corto a su perfección y fue premiada con el Nobel. Destaca también la poetisa y novelista Elizabeth Smart (1913–1986).

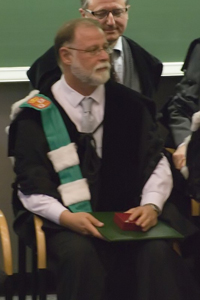
Alberto Manguel, escritor argentino-canadiense.

Margaret Laurence (1926-1987) escribió novelas sobre la ficticia Manawaka, todas ellas traducidas al español en los años noventa: El ángel de piedra (1994), Una burla de Dios (1994, publicada anteriormente, en 1969, con el título Raquel, Raquel), Los habitantes del fuego (1993), Un pájaro en la casa (1994) y El parque del desasosiego (1995). Michael Ondaatje (1943) obtuvo un éxito internacional con su El paciente inglés. También han trascendido Barry Callaghan, Leon Rooke y, por supuesto, Malcolm Lowry (1909-1957), cuya obra maestra, Bajo el volcán (1947), muestra un existencial descenso a los infiernos el Día de todos los muertos de 1938 por su alcohólico protagonista, excónsul inglés en Cuernavaca (México), mientras se emborracha de mezcal. Trevor Ferguson, más conocido como "John Farrow" y nacido en Ontario en 1947, es considerado el mejor novelista canadiense actual. Ha compuesto nueve novelas y cuatro piezas teatrales. Se crio en Montreal desde los tres años y viajó en su adolescencia por todo el noroeste, trabajando en las cuadrillas del ferrocarril. A los veinte años, viajó a Europa y los Estados Unidos antes de regresar a Montreal a escribir. Conducía un taxi por la noche y escribía de día hasta la publicación de su primera novela, Los cantos del apogeo (1977). Su segunda novela, Onyx John (1985), recibió el más alto reconocimiento de la crítica en la historia de la literatura canadiense.
En cuanto a la poesía, solo en la primera mitad del siglo XIX empezaron a reflejarse los temas locales: Acadia (Joseph Howe) y El San Lorenzo y el Saguenay (Charles Sangster), son ejemplos de esta tendencia. También hubo una temprana poesía nacionalista patriotera por autores como Thomas D'Arcy McGee, y otra probritánica representada por Thomas H. Higginson. Es omnipresente el influjo que sobre la visión de la naturaleza ejerció el poeta romántico inglés William Wordsworth. En 1857, Charles Heavysege atrajo la atención internacional (británica y americana), por su drama en verso Saúl. 
El primer libro de poesía publicado en la reciente Confederación canadiense fue Dreamland, de Charles Mair (1868). Y un grupo de poetas que ahora se conoce como la "Poetas de la Confederación", entre los que se encuentran Charles G. D. Roberts, Archibald Lampman, Duncan Campbell Scott y William Wilfred Campbell, saltó a la fama entre los años 1880 y 1890, eligiendo a la naturaleza como inspiración, pero elaborando su trabajo a partir de sus experiencias personales y, en su mejor momento, escribiendo en un estilo propio. Isabella Valancy, Frederick George Scott y Francis Sherman también se asocian a veces a este grupo.
Durante este período, E. Pauline Johnson y William Henry Drummond escribían una poesía de inspiración popular en dialecto. Cabe mencionar también a Euphemia Macleod, Marjorie Pickthall, Wilfred Campbell, Alan Sullivan, Wilfrid Heighington, George Dance y Wayne Ray. 
En 1907  Robert W. Service logró un gran éxito con sus Songs of a Sourdough, inspirándose en Rudyard Kipling, sobre la fiebre del oro de Klondike, y llegó a vender más de tres millones de copias en todo el siglo XX. Su éxito inspiró a muchos otros poetas, como Tom MacInnes. Marjorie Pickthall fue sin embargo quien más atención recibió de los críticos en este período. En 1915, el cirujano de guerra John McCrae escribió su famoso poema "En los campos de Flandes". El poeta de Terranova E. J. Pratt describió tras la guerra la lucha por ganarse la vida con el mar en sus poemas mientras que en el centro de Canadá poetas como Ralph Gustafson y Raymond Knister se estaban alejando de formas poéticas tradicionales.
Durante los años 1920 y 1930, el Grupo de Montreal (círculo de poetas jóvenes que incluye a A. J. M. Smith, A. M. Klein y F. R. Scott) ayudó a inspirar el desarrollo de la poesía modernista en Montreal a través de la revista McGill Fortnightly Review y la antología de 1936 New Provinces. La "nueva poesía" valoraba el intelecto sobre el sentimiento, o como han escrito algunos, la lógica sobre las emociones humanas. Bajo la dirección literaria de Earle Birney, el Foro canadiense ayudó a promover una evolución similar en Toronto, donde destaca sobre todo Dorothy Livesay.
Sin embargo quedaba un reducto para el verso tradicional. El llamado círculo de Los pescadores de canciones (1928–1930) renovó en el puerto de Halifax la poesía de tema marino con figuras como Bliss Carman y Charles G. D. Roberts, y los sonetistas Kenneth Leslie y Robert Norwood. El verso tradicional era lo más vendido, como demuestra el éxito de Wilson MacDonald. 

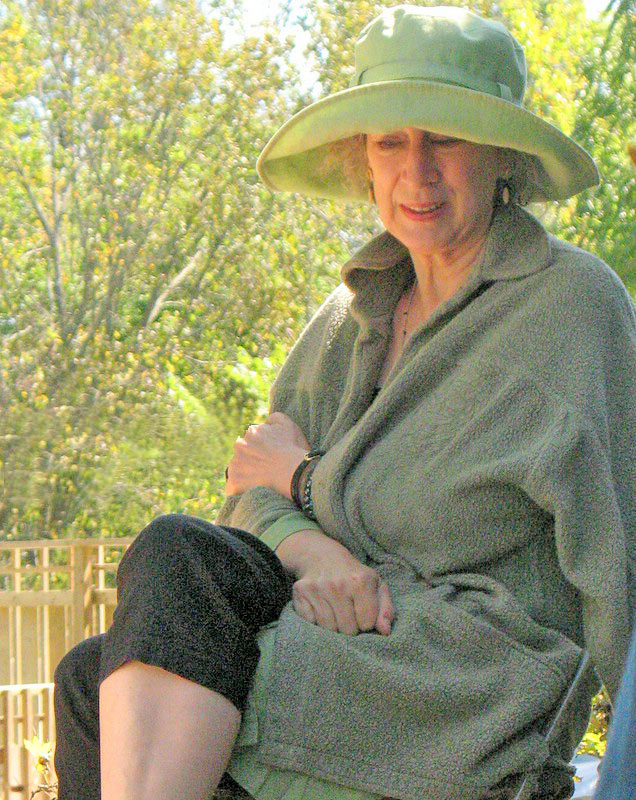
Margaret Atwood.

Después de la II Guerra Mundial abundan los poetas para una audiencia culta y bien instruida: James Reaney, Jay Macpherson y Leonard Cohen. Para lectores maduros siguen escribiendo Irving Layton, Raymond Souster, Harold Standish y Louis Dudek en un lenguaje coloquial y en distintas direcciones poéticas. En los sesenta se hacen oír nuevas voces: Margaret Atwood, Michael Ondaatje, Leonard Cohen, Eli Mandel y Margaret Avison. También publican Al Purdy, Milton Acorn y Earle Birney. En Vancouver hay un movimiento poético de renovación conocido como TISH formado por B. P. Nichol, Jamie Reid, George Bowering, Fred Wah, Frank Davey, Daphne Marlatt, David Cull y Lionel Kearns. 
Ya en los años noventa aparecen Jan Zwicky y Tim Lilburn enlazando poesía y filosofía; el primero escribe Lyric Philosophy y Wisdom and Metaphor, y el segundo Thinking and Singing. Posteriormente hay que mencionar a Brian Brett, Ken Babstock, Karen Solie, Lynn Crosbie, Patrick Lane, David McGimpsey, Stuart Ross, Sonnet L'Abbé, George Elliott Clarke y Barry Dempster.
Sin embargo, el lírico más conocido fuera de Canadá ha sido el también cantante Leonard Cohen, quien también ejerció de narrador. Su primera novela The Favourite Game (1963) es una bildungsroman de tintes autobiográficos; el protagonista es un joven que intenta encontrar un hueco en el mundo literario y forjarse y afianzar su personalidad. Un año después publicó los noventa y cinco poemas de Flores para Hitler. En 1966 publicó su novela más vanguardista y experimental, Beautiful Losers, sobre un triángulo amoroso. Memorias de un mujeriego (1978) es uno de los trabajos que mejor representan el arte desgarrado e imaginista del escritor, sus temas más recurrentes y sus reflexiones más trascendentales sobre amor, amistad, erotismo, belleza y ternura, temas que volverán en El Libro del Anhelo (2006) con un Cohen más nostálgico, honesto y moral.
En ciencia ficción es canadiense uno de los grandes autores del género, A. E. Van Vogt. Pauline Gedge se ha acercado también a este género, aunque es más conocida sobre todo por sus novelas históricas. Escribió ensayos sobre el lesbianismo Jane Vance Rule. En crítica literaria destacan el también argentino Alberto Manguel, Margaret Atwood, Anne Carson, John Clute, Robertson Davies, Northrop Frye, Hugh Kenner, Marshall McLuhan y George Woodcock.

## Literatura en lengua francesa
Para la literatura en lengua francesa, véase Literatura de Quebec

## Cronología de autores anglófonos
- Frances Brooke (1724-1789).

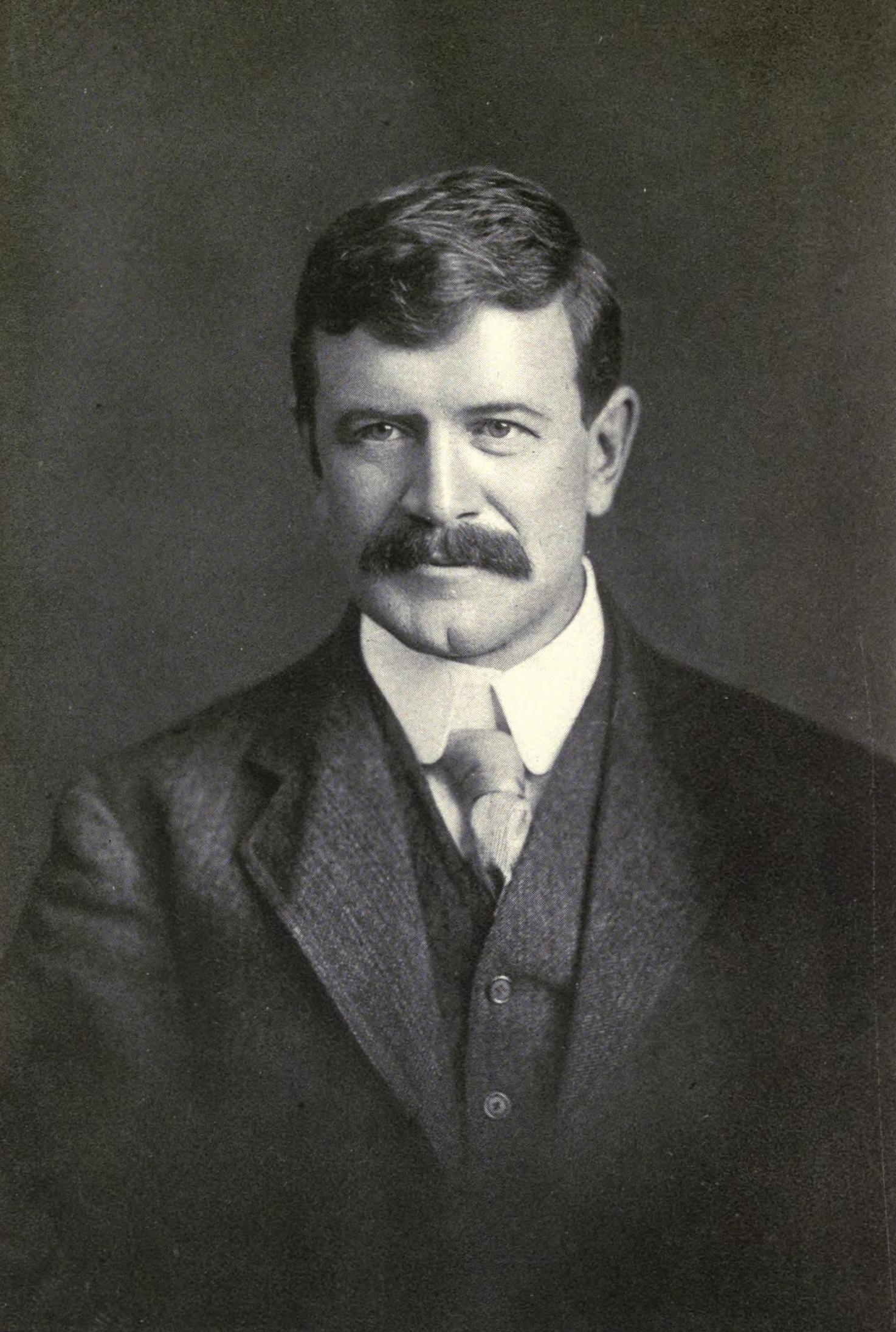
Stephen Leacock

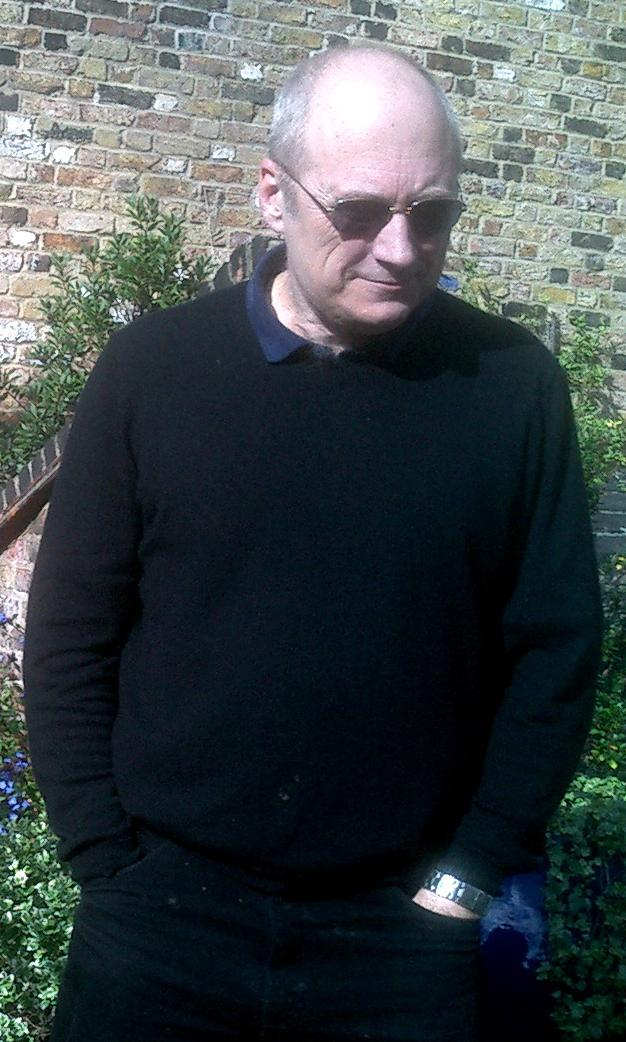
John Clute

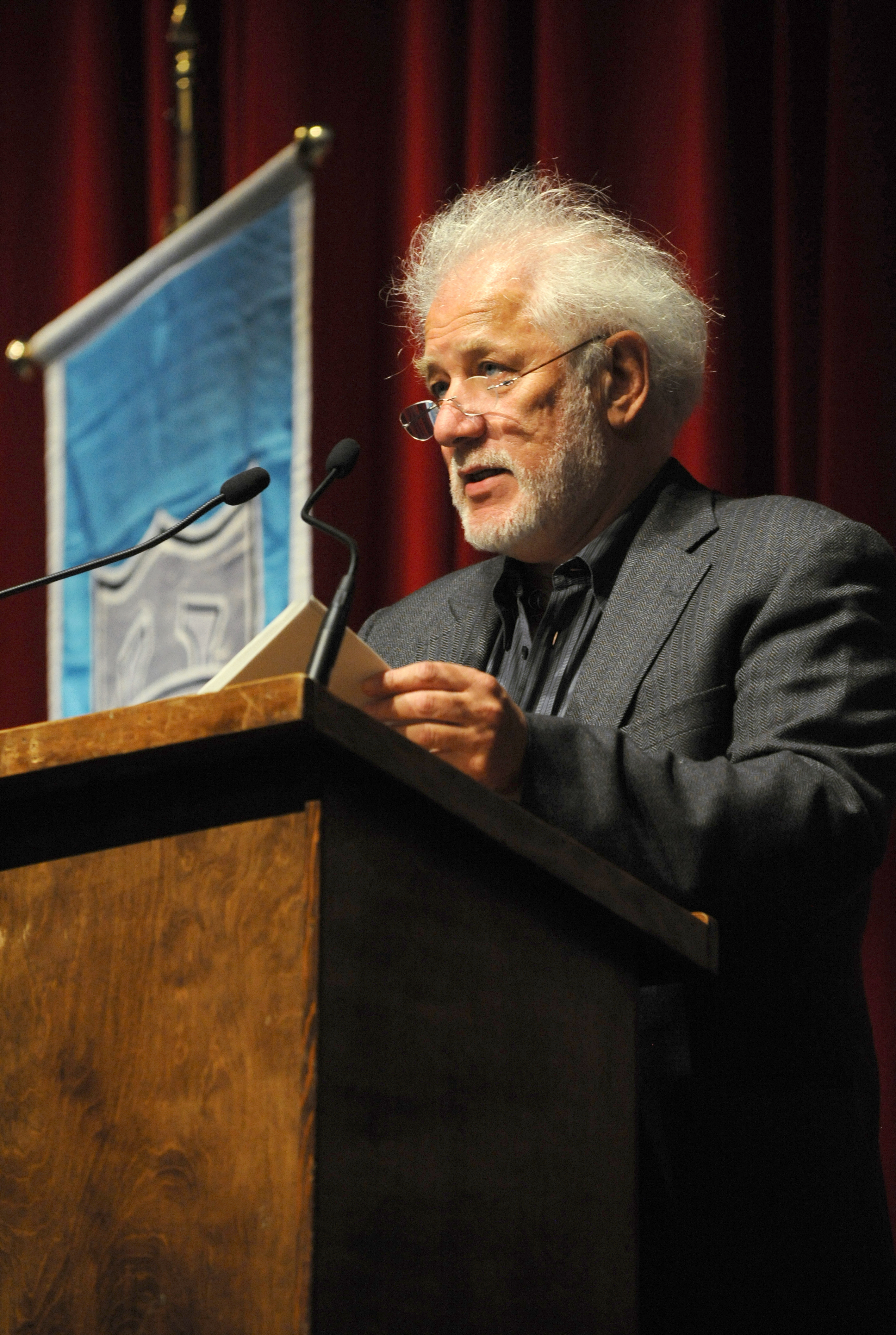
Michael Ondaatje

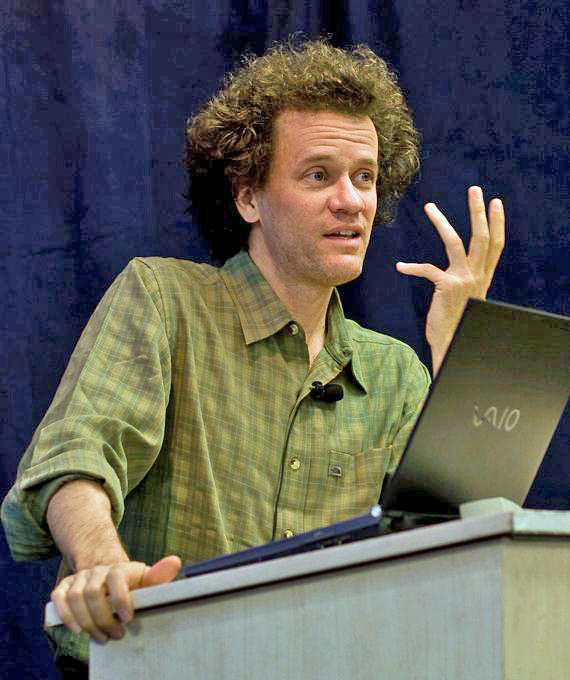
Yann Martel

- Thomas Chandler Haliburton (1796-1865).
- Susanna Moodie (1803-1885).
- Catherine Parr Traill (1802-1899).
- Simon Pokagon (¿1830?-1899).
- Agnes Maule Machar (1837-1927).
- May Agnes Early Fleming (1840-1880).
- Edward William Thompson (1849-1924).
- Lily Dougall (1858–1923).
- Pauline Johnson (1861-1913).
- Sarah Jeanette Duncan (1861-1922).
- Margaret Marshall Saunders (1861–1947).
- Joanna Ellen Wood (1867-1927).
- Tom MacInnes (1867–1951).
- Stephen Leacock (1869-1944).
- Emily Carr (1871-1945).
- Frederick Philip Grove (1871-1948)
- Lucy Maud Montgomery (1874-1942).
- Robert W. Service (1874–1958)
- Onoto Watanna (1875-1954)
- Robert J. C. Stead (1880-1959).
- Humphrey Cobb (1899-1944).
- Francis Reginald Scott (1899-1985).
- Martha Ostenso (1900-1963)
- Hugh MacLennan (1907-1990)
- Malcolm Lowry (1909-1957)
- Marshall McLuhan (1911-1980)
- George Woodcock, (1912-1995)
- Irving Layton, (1912-2006)
- Northrop Frye (1912-1991)
- A. E. Van Vogt, (1912-2000).
- Elizabeth Smart (1913–1986)
- Robertson Davies, (1913-1995)
- Farley Mowat, (1921–2014)
- Mavis Gallant (1922-2014)
- Hugh Kenner, (1923-2003)
- Samuel Selvon, (1923–1994)
- Margaret Laurence (1926-1987)
- Mordecai Richler (1931-2001)
- Jane Vance Rule (1931-)
- Leon Rooke (1934-)
- Leonard Cohen, (1934-)
- Carol Shields, (1935–2003)
- Alistair MacLeod (1936–2014)
- Barry Callaghan (1937-)
- Margaret Atwood (1939-)
- John Clute, (1940-)
- Jane Urquhart, (1943-)
- Michael Ondaatje (1943-)
- Pauline Gedge, (1945-)
- Trevor Ferguson (1947-)
- Alberto Manguel, (1948-)
- Anne Carson, (1950-)
- David Homel, (1952-)
- Rohinton Mistry, (1952-)
- Neil Bissoondath, (1955-)
- Lawrence Hill (1957-)
- Louise Penny (1958-)
- Yann Martel (1963-)
- Sheila Heti (1976-)

## Cronología de autores francófonos

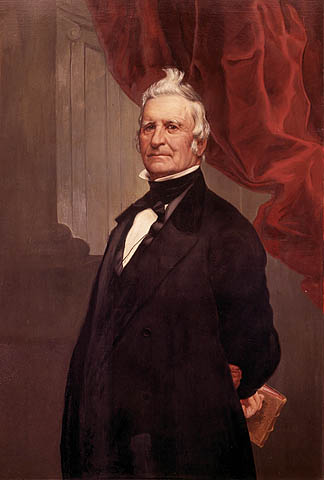
Retrato al óleo de Louis-Joseph Papineau

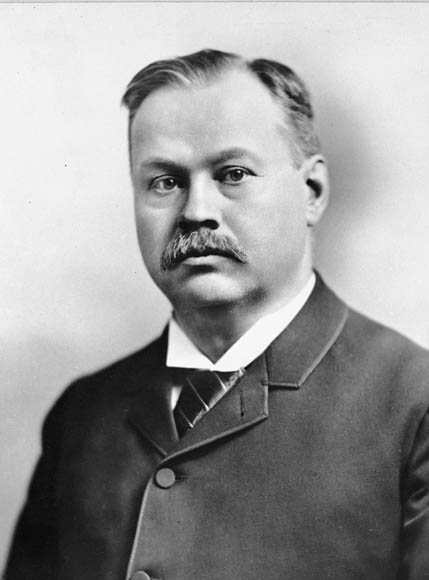
Louis-Honoré Fréchette

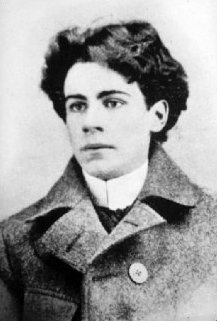
Émile Nelligan.

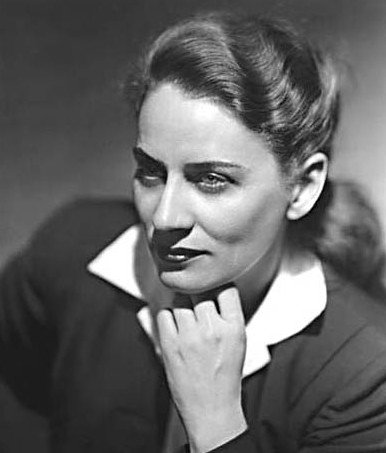
Gabrielle Roy

- Pierre Boucher de Boucherville (1622-1717).
- Pierre François Xavier de Charlevoix (1682-1761).
- Michel Bibaud (1782-1857).
- Louis-Joseph Papineau (1786-1871).
- Philippe Aubert de Gaspé (padre) (1786-1871).
- François-Xavier Garneau (1809-1866).
- François Réal Angers (1812-1860).
- Philippe Aubert de Gaspé (hijo) (1814-1841).
- William Kirby (1817-1906).
- Louis-Antoine Dessaulles (1818-1895).
- Amédée Papineau (1819-1903).
- Joseph Doutre (1825-1886).
- Pierre-Joseph-Olivier Chauveau (1820–1890).
- Antoine Gérin-Lajoie (1824-1882).
- Henri-Émile Chevalier (1828-1879).
- Pamphile Le May (1837-1918).
- Louis-Honoré Fréchette (1839-1908).
- Arthur Buies (1840-1901).
- Laure Conan (1845-1924).
- Honoré Beaugrand (1848-1906).
- William Chapman (1850-1917).
- Jules-Paul Tardivel (1851-1905).
- Edith Maude Eaton (1865-1914).
- Winnifred Eaton (1875-1954).
- Lionel Groulx (1878-1967).
- Émile Nelligan (1879-1941).
- Louis Hémon (1880-1913).
- Jean-Charles Harvey (1891-1967).
- Germaine Guèvremont (1893-1968).
- Félix-Antoine Savard (1896-1982).
- Victor Barbeau (1896–1994).
- Paul-Émile Borduas (1905-1960).
- Abraham Moses Klein (1909-1972).
- Gabrielle Roy (1909-1983).
- Hector de Saint-Denys Garneau (1912-1943).
- Irving Layton (1912-2006).
- Yves Thériault (1915-1983)
- Anne Hébert (1916–2000).
- Roger Lemelin (1919-1992).
- Jacques Ferron (1921-1985).
- Fernand Dumont (1927-1997).
- Heward Grafftey (1928-2010).
- Gaston Miron (1928-1996).
- Hubert Aquin (1929-1977).
- Antonine Maillet (1929-).
- Mordecai Richler (1931-2001)
- Jacques Brault (1933-).
- Jacques Godbout (1933-).
- Leonard Cohen (1934-).
- Roch Carrier (1937-).
- Pierre Vallières (1938-1998).
- Marie-Claire Blais (1939-).
- Michel Garneau (1939-).
- Réjean Ducharme (1941-).
- Denise Bombardier (1941-).
- Yves Beauchemin (1941-).
- David Solway (1941-).
- Nick Auf der Maur (1942-1998).
- Michel Tremblay (1942-).
- Victor-Lévy Beaulieu (1945-).
- Susan Glickman (1953-).
- Dany Laferrière (1953-)
- Esther Delisle (1954-).
- Marie Uguay (1955-1981).
- Yann Martel (1963-).
- Louis Émond (1969-).
- Roland Michel Tremblay (1972-).
- Nicolas Dickner (1972-).

## Autores indígenas
- Anahareo
- Mini Aodla Freeman
- Marie Annharte Baker
- Janice Acoose
- Robert Arthur Alexie